# Къркавце
Къркавце (на словенски: Krkavče) е село в Словения, Обално-крашки регион, община Копер. Според Националната статистическа служба на Република Словения през 2002 г. селото има 254 жители.